# Râul Valea Vadului, Marea Neagră
Râul Valea Vadului este un curs de apă, care se varsă în Marea Neagră. 